# Font de la Baga (Sant Quirze Safaja)
La Font de la Baga és una font del terme municipal de Sant Quirze Safaja, a la comarca del Moianès.
Està situada a 690 metres d'altitud, a migdia de la masia del Bosc, a l'extrem de llevant de la Baga del Bosc i al nord dels Camps del Bosc.